# La Bataille de Tétouan (Dalí)
Pour l’article homonyme, voir Bataille de Tétouan (homonymie).
La Bataille de Tétouan est une huile sur toile de grandes dimensions peinte par Salvador Dalí en 1961-1962.

## Contexte
La toile fait partie des toiles historiques de grandes dimensions que Dalí peignit durant les années 1960 (La Découverte des Amériques par Christophe Colomb). Il s'agit d'une scène de la bataille de Tétouan qui opposa le 31 janvier 1860 les royaumes d'Espagne et du Maroc.
Dalí s'inspira de la toile homonyme du peintre catalan du XIXe siècle, Marià Fortuny à qui il rendit hommage par cette œuvre.
Dalí se revendiquait alors de la tradition historique espagnole, chrétienne et monarchique. Certains commentateurs voient dans cette attitude et ces peintures historiques « un hommage réactionnaire, comique et néanmoins impressionnant ».

## Description
C'est une œuvre très académique dans des nuances d'ocres. Vus de face, une armée de cavalier sembler galope en direction du spectateur. Dans l'angle supérieur gauche, un cheval bondissant s'apprête à lui retomber dessus. L'ensemble de la toile est dominée par une Vierge dont la figure est celle de Gala, la femme du peintre